# 黒蜥蜴-BLACK LIZARD-
『黒蜥蜴-BLACK LIZARD-』（くろとかげ ブラックリザード）は、NHK BSプレミアムで「特集ドラマ」として2019年12月29日の21時から22時59分に放送されたテレビドラマ。江戸川乱歩の生誕125周年に、乱歩の傑作推理小説『黒蜥蜴』を近未来を舞台に大胆に翻案して映像化する。主演の黒蜥蜴役をりょう、明智小五郎役を永山絢斗が演じた。
NHK BS4Kにて2020年2月8日の19時から21時に放送された。

## あらすじ
サイバーセキュリティなどをすり抜けてしまうハイテク犯罪が横行する近未来。探偵・明智小五郎は大富豪の岩瀬庄兵衛からの依頼で庄兵衛の娘である早苗を警護することになった。庄兵衛の娘を狙っているのは宝石を盗み出し、偽物とすり替える能力に長けた怪盗・黒蜥蜴。そこに明智の目の前に現れ、「早苗を匿う」と申し出たホテルオーナーの緑川婦人こそ黒蜥蜴であると明智は見抜き、黒蜥蜴から早苗を守ることに成功する。しかし、黒蜥蜴が仕掛けた巧妙な仕掛けに手間取り、寸前において取り逃がしてしまう。やがて早苗を誘拐されながらも、明智は黒蜥蜴が潜む潜水艦に単身忍び込む。そこで明智は黒蜥蜴に秘められた悲しい過去と驚愕の正体を知ることになる。その後、鑑賞者の存在しない美術館において対峙する黒蜥蜴と明智。恋に落ちてしまいながらも、自らの誇りを懸けて対峙する2人の対決の行方やいかに。

## 登場人物

### 主要人物
黒蜥蜴（緑川婦人）
演 - りょう
表向きはホテルのオーナーだが、真の正体は高級宝石を盗み出し、巧妙な偽物とすり替える能力に長けた怪盗・黒蜥蜴。
誘拐した岩瀬庄兵衛の娘である早苗との交換条件に秘宝「エジプトの星」を要求する。しかし、その目的が全く別のところにあることがのちに明らかとなる。
明智小五郎
演 - 永山絢斗
自称「世界一の名探偵」。
岩瀬庄兵衛から娘の早苗の警護を依頼される。のちに誘拐された早苗を救出すべく、鑑賞者がいない美術館において黒蜥蜴と対峙することになる。
岩瀬早苗 / 葉子
演 - 福本莉子
大富豪・岩瀬庄兵衛の愛娘。しかし、その姿はどこか明智とは旧知の仲である葉子に似ている。
黒蜥蜴が仕掛けたトリック「人間椅子」により誘拐されてしまう。
小林芳雄
演 - 佐久間由衣
明智の右腕的存在。
華奢な感じからは想像がつかないが、格闘技に関してはかなりの腕前。
雨宮潤一
演 - 吉村界人
黒蜥蜴の忠実なる部下。
かなり残忍な性格で、人を殺すことなど造作もないことと思っている。
天馬博士
演 - 風間トオル
本作のキーマンとなる人物。黒蜥蜴や早苗の出生の秘密を熟知している。
中村部長
演 - 佐野史郎
警視庁刑事。早苗の警護を担当。
誰しもが認める敏腕刑事であるが、黒蜥蜴に関してはいつも裏をかかれっぱなしである。
岩瀬庄兵衛
演 - 中村梅雀
早苗の父で大富豪。宝石コレクターとしても知られている。
早苗を溺愛する一方で、経営者としての冷徹さも兼ね備えている。

### その他
真田信人
演 - 佐野岳
マリア
演 - 大鶴美仁音　
北村
演 - 市川知宏
怪人二十面相
演 - 松尾貴史
松公
演 - 堀内正美
房子
演 - 月船さらら

## スタッフ
- 原作 - 江戸川乱歩 『黒蜥蜴』
- 脚本 - 長津晴子、林海象
- 演出 - 林海象
- 音楽 - サキタハヂメ
- 撮影 - 長田勇市
- アクション指導 - 横山誠
- 拳銃指導 - 栩野幸知
- ピアノ指導 - 白川優希
- マジック指導 - 山下翔吾
- 制作統括 - 中村高志（NHKエンタープライズ）、髙木敬太（東映）、髙橋練（NHK制作局第4ユニット）
- プロデューサー - 大西文二（東映）
- 制作 - NHKエンタープライズ
- 制作著作 - NHK、東映